# Таверна дел Тратуро (Кампобасо)
Таверна дел Тратуро је насеље у Италији у округу Кампобасо, региону Молизе.
Према процени из 2011. у насељу је живело 90 становника. Насеље се налази на надморској висини од 833 м.